# Георгій Пашов
Георгій Великов Пашов (болг. Георги Великов Пашов; нар. 4 березня 1990, Гоце Делчев, Болгарія) — болгарський футболіст, гравець клубу Ліги I «Академіка» (Клінчень). Виступав за молодіжну збірну Болгарії, також зіграв декілька матчів за національну збірну Болгарії. Зазвичай виступає на позиції правого захисника, але може також закрити й правий фланг півзахисту.

## Особисте життя
Народився в Гоце Делчев. Батько — болгарин, мати — українка, але за материнською лінією її батько був африканцем. Має вищу освіту, закінчив Економічну академію імені Димитра Ценова.

## Клубна кар'єра
Вихованець молодіжної академії «Литекса». Скаути «помаранчевих» помітили Пашова декількома роками раніше, коли юний футболіст вступив за резервну команду «Пирина 1922» й допоміг команді з Благоєвграда здобути перемогу. Скаути клубу запросили Георгія на перегляд, під час якого в матчі проти збірної Пловдива гравець відзначився голом та результативною передачею. Вражені його комбінаційною грою, скаутам вдалося переконати Пашова залишитися в клубі з річки Осам, де швидко став основним гравцем в атакувальній лінії команди. Навесні 2008 року відправився в оренду до клубу третього дивізіону ОФК «Левський 2007», де вразив своєю грою та відзначився 11 голами.
Влітку 2008 року разом з ще одним партнером по академії «Литекс» новий головний тренер Станимир Стоїлов залучив його до першої команди «Литексу». Разом з дорослою командою поїхав на тренувальний збір у Тетевен, а згодом і в Нідерланди, де взяв участь у контрольних матчах проти команд «Гоу Егед Іглз», «Локерен», «Маккабі» (Петах-Тіква) та «Зволле». Маючи швидкість та гарну техніку, потребував більше впевненості перед воротами суперника, щоб стати справді безжальним виконавцем. Однак йому не вдалося виграти жорстку конкуренцію в «Литексі», після чого Георгія віддали в оренду до Чавдара (Етрополе), який згодом викупив його контракт. Таким чином, Паша провів три сезони в «Чавдарі», в яких зіграв майже 70 матчів та відзначився 6 голами.
Навесні 2012 року приєднався до «Славії». Дебют у столичній команді відбувся проти Відіми-Раковського, але в команді, яку очолював Мартін Кушев, зіграв лише 3 матчі. Відправлений в оренду на сезон 2012/13 в «Монтану», де під керівництвом Атанаса Джамбазки регулярно грав у стартовому складі. Після закінчення терміну оренди повернувся до «Славії», яку очолив Асен Букарєв.
20 липня 2017 року підписав 2-річний контракт з «Локомотивом» (Пловдив).
5 січня 2018 року приєднався до «Етару», де став гравцем основного складу, проте вже в червні того ж року сторони домовилися про розірвання угоди.
У червні 2018 року підписав 2-річний контракт з вірменським клубом «Арарат-Вірменія».

## Кар'єра в збірній
У 2007 році отримав перший призов до юнацької збірної Болгарії (U-17), яку очолював Михайло Маданський. Взяв участь у матчах проти однолітків з Греції, Північної Македонії, Фінляндії та Норвегії. За молодіжну збірну країни провела вісімнадцять матчів проти таких команд, як Гана, Камерун, Сербія, Греція, Північна Македонія, Румунія, Нідерланди, Польща, Австрія, Шотландія та Люксембург.
У серпні 2019 року вперше викликаний до складу головної збірної країни. Дебютував за національну команду 10 вересня в товариському матчі проти Ірландії.

## Статистика виступів

### Клубна
Станом на 5 жовтня 2019
| Клуб                    | Сезон             | Ліга                  | Ліга  | Ліга | Національний кубок | Національний кубок | Континентальні турніри | Континентальні турніри | Інші  | Інші | Загалом | Загалом |
| Клуб                    | Сезон             | Дивізіон              | Матчі | Голи | Матчі              | Голи               | Матчі                  | Голи                   | Матчі | Голи | Матчі   | Голи    |
| ----------------------- | ----------------- | --------------------- | ----- | ---- | ------------------ | ------------------ | ---------------------- | ---------------------- | ----- | ---- | ------- | ------- |
| «Чавдар» (Етрополе)     | 2009–10           | група «Б»             | 19    | 1    | 2                  | 0                  | –                      | –                      | –     | –    | 21      | 1       |
| «Чавдар» (Етрополе)     | 2010–11           | група «Б»             | 23    | 1    | 2                  | 0                  | –                      | –                      | –     | –    | 25      | 1       |
| «Чавдар» (Етрополе)     | 2011–12           | група «Б»             | 14    | 0    | 1                  | 0                  | –                      | –                      | –     | –    | 15      | 0       |
| «Чавдар» (Етрополе)     | загалом           | загалом               | 56    | 2    | 5                  | 0                  | -                      | -                      | -     | -    | 61      | 2       |
| «Славія» (Софія)        | 2011–12           | група «А»             | 2     | 0    | 0                  | 0                  | –                      | –                      | –     | –    | 2       | 0       |
| «Славія» (Софія)        | 2012–13           | група «А»             | 0     | 0    | 0                  | 0                  | –                      | –                      | –     | –    | 0       | 0       |
| «Славія» (Софія)        | 2013–14           | група «А»             | 13    | 0    | 3                  | 0                  | –                      | –                      | –     | –    | 16      | 0       |
| «Славія» (Софія)        | Загалом           | Загалом               | 15    | 0    | 3                  | 0                  | -                      | -                      | -     | -    | 18      | 0       |
| «Монтана» (оренда)      | 2012–13           | група «А»             | 18    | 1    | 0                  | 0                  | –                      | –                      | –     | –    | 18      | 1       |
| «Монтана»               | 2014–15           | група «Б»             | 23    | 1    | 2                  | 0                  | –                      | –                      | –     | –    | 25      | 1       |
| «Монтана»               | 2015–16           | група «А»             | 22    | 1    | 1                  | 0                  | –                      | –                      | –     | –    | 23      | 1       |
| «Монтана»               | Загалом           | Загалом               | 45    | 2    | 3                  | 0                  | -                      | -                      | -     | -    | 48      | 2       |
| «Славія» (Софія)        | 2016–17           | Перша ліга            | 31    | 0    | 0                  | 0                  | 2                      | 0                      | –     | –    | 33      | 0       |
| «Локомотив» (Пловдив)   | 2017–18           | Перша ліга            | 7     | 0    | 1                  | 0                  | –                      | –                      | –     | –    | 8       | 0       |
| «Етар» (Велико-Тирново) | 2017–18           | Перша ліга            | 15    | 2    | 0                  | 0                  | –                      | –                      | –     | –    | 15      | 3       |
| «Арарат-Вірменія»       | 2018–19           | Прем'єр-ліга Вірменії | 24    | 2    | 5                  | 0                  | –                      | –                      | –     | –    | 29      | 2       |
| «Арарат-Вірменія»       | 2019–20           | Прем'єр-ліга Вірменії | 7     | 0    | 1                  | 0                  | 8                      | 0                      | 0     | 0    | 16      | 0       |
| «Арарат-Вірменія»       | Загалом           | Загалом               | 31    | 2    | 6                  | 0                  | 8                      | 0                      | 0     | 0    | 43      | 2       |
| «Академіка» (Клінчень)  | 2020–21           | Ліга I                | 14    | 1    | 1                  | 0                  | –                      | –                      | –     | –    | 15      | 1       |
| Усього за кар'єру       | Усього за кар'єру | Усього за кар'єру     | 232   | 10   | 19                 | 0                  | 10                     | 0                      | 0     | 0    | 261     | 10      |

### У збірній
| національна збірна Болгарії | національна збірна Болгарії | національна збірна Болгарії |
| Рік                         | Матчі                       | Голи                        |
| --------------------------- | --------------------------- | --------------------------- |
| 2019                        | 3                           | 0                           |
| Загалом                     | 3                           | 0                           |

## Досягнення
«Монтана»
- Професіональна футбольна група «Б»
  -  Чемпіон (1): 2014/15

«Арарат-Вірменія»
- Прем'єр-ліга Вірменії
  -  Чемпіон (1): 2018/19
- Суперкубок Вірменії
  -  Володар (1): 2019